# Hans Menardi

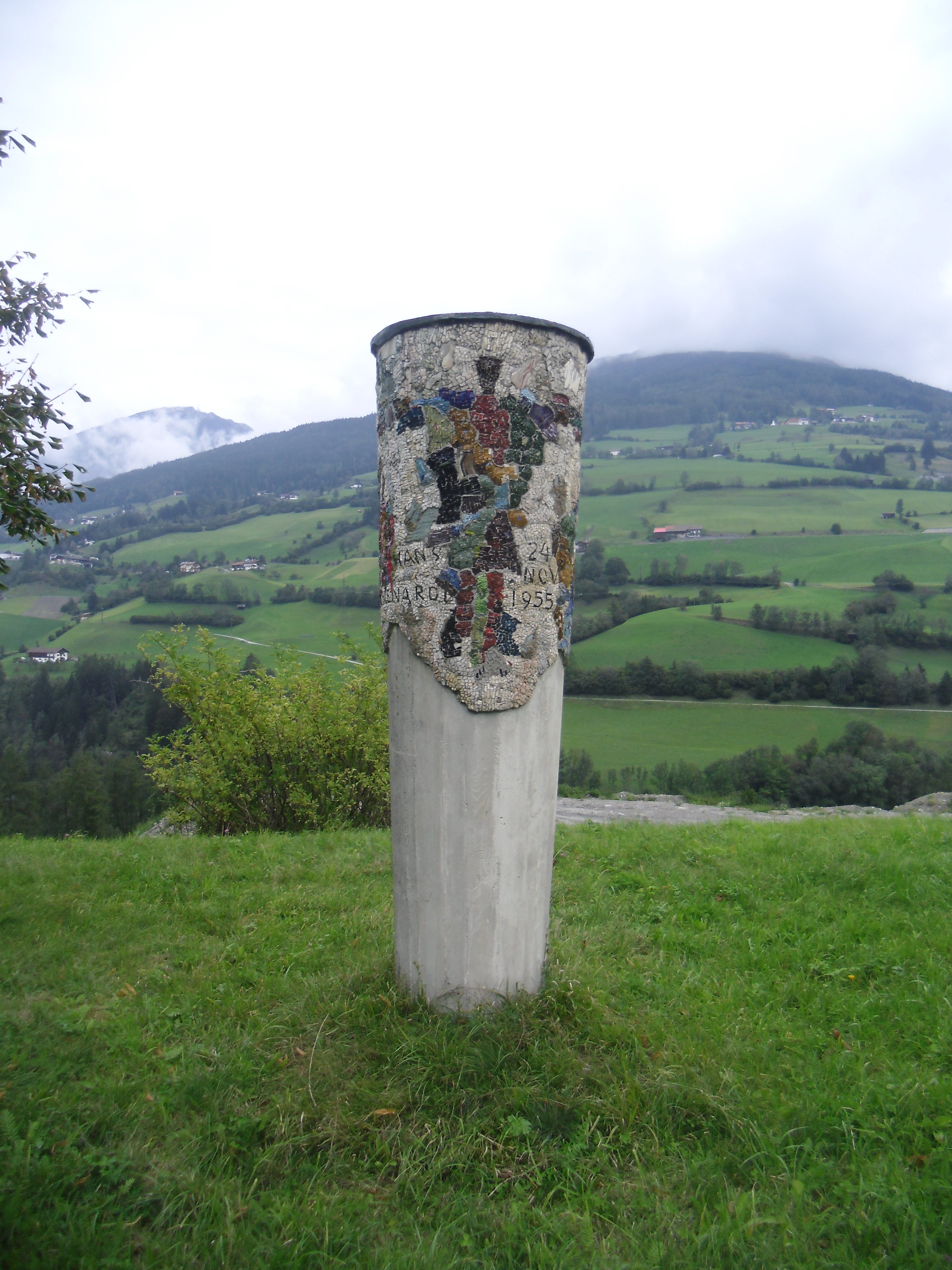
Menardi-Gedenksäule an der Brennerstraße

Hans Menardi (* 2. Februar 1885 in Innsbruck; † 24. November 1955 bei Mühlbachl) war ein österreichischer Architekt.

## Leben
Hans Menardi studierte Architektur an der Technischen Hochschule München bei August Thiersch, Carl Hocheder und Theodor Fischer. Nach einer kurzen Tätigkeit als freischaffender Architekt trat er in den Dienst der Tiroler Landesbaudirektion, deren Leiter er später wurde und bis 1954 blieb. Er war Konsulent des Denkmalamts und Obmann des Heimatschutzbundes. Er entwarf zahlreiche öffentliche Bauten in Tirol, zumeist in Formen des Historismus oder des Heimatstils.
Hans Menardi starb am 24. November 1955 bei einem Verkehrsunfall auf der Brennerstraße bei Mühlbachl. An der Unglücksstelle wurde 1958 eine Gedenksäule mit einem von Max Weiler gestalteten Mosaik errichtet.
Sein Sohn Josef Menardi (1925–2020) war Architekt und Landeskonservator von Tirol.

## Realisierungen

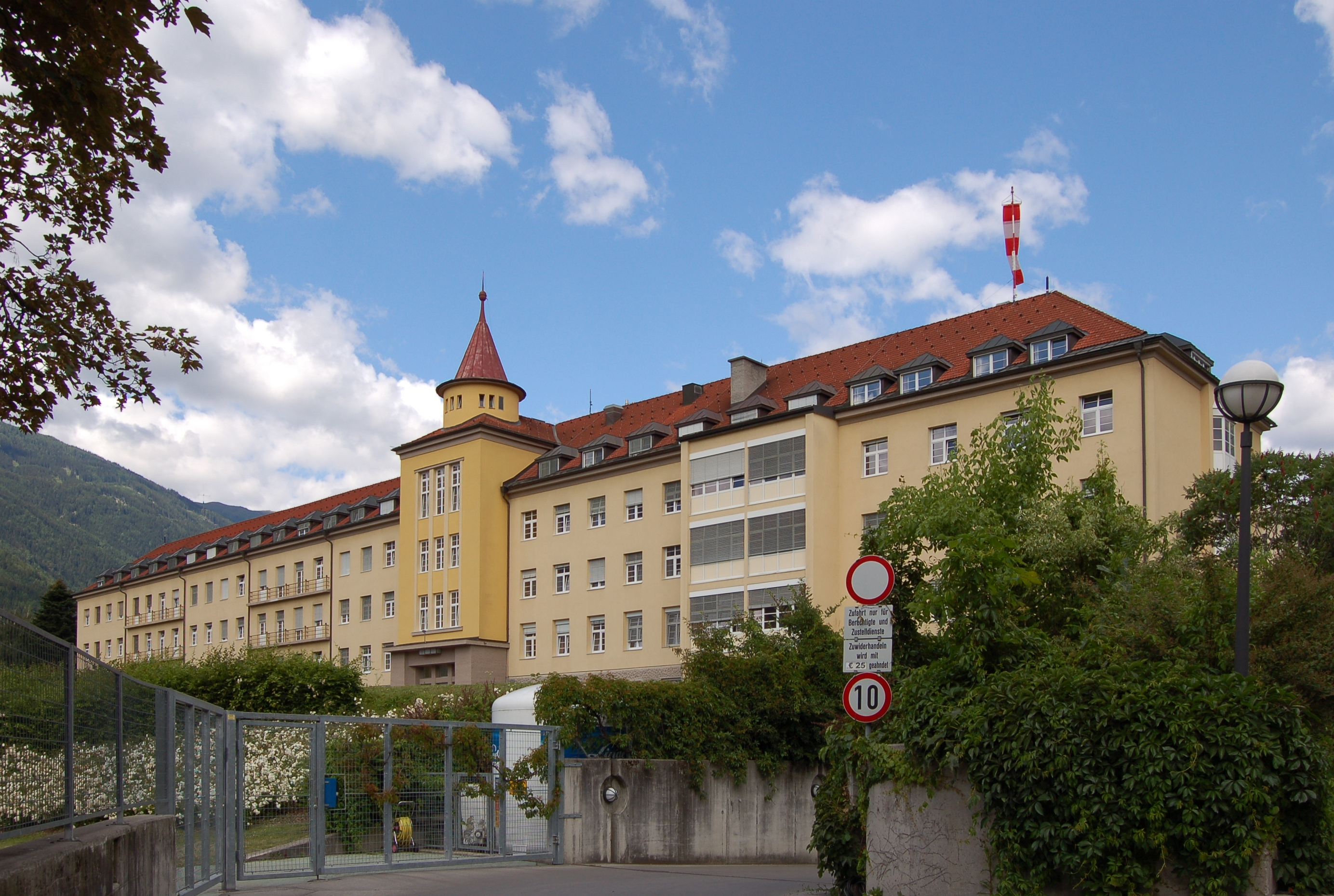
Bezirkskrankenhaus Lienz

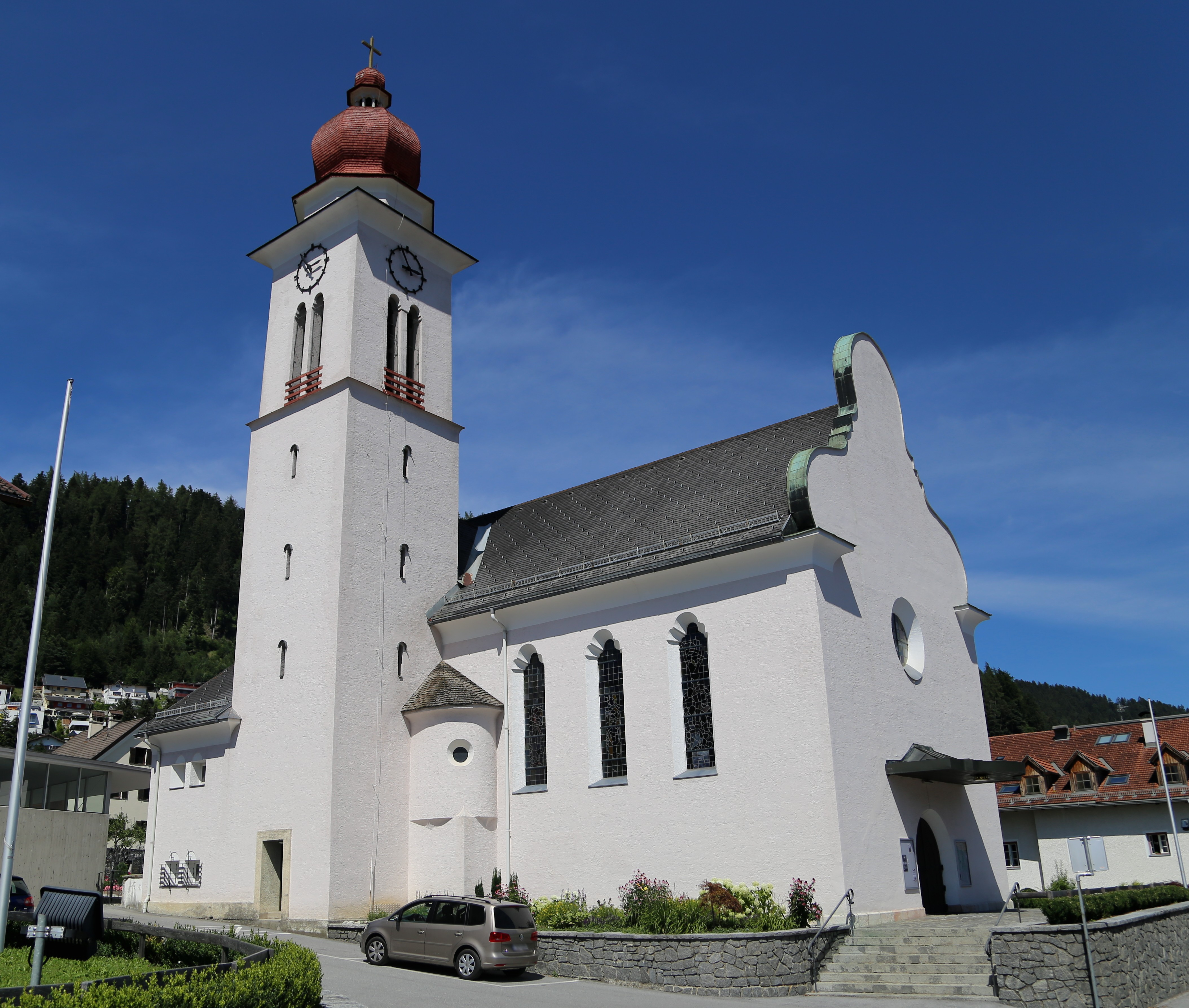
Pfarrkirche Fritzens

- Verbindungsbau vom Taxispalais zum Landhaus, Innsbruck, 1911[3]
- Kreuzkapelle, Bergisel, 1912[4]
- Donauhof, Innsbruck, 1912–1914[5]
- Zweifamilienwohnhaus mit Wirtschaftsgebäuden, Haus Dapra, Lienz, 1925–1926[6]
- Miethäuser Schillerstraße 19, 20, 21, Innsbruck, 1925–1927[7][8][9]
- Marsonerhof, Kematen in Tirol, 1928[10]
- Bezirkskrankenhaus Lienz, 1929–1931[11]
- Primarhaus des Bezirkskrankenhauses Lienz, 1929[12]
- mit Hans Watzel: Pfarrkirche Fritzens hl. Johannes der Täufer, 1933[13]
- Kapelle Mariä Heimsuchung bei der Kemater Alm, um 1934[14]
- Kapelle Unserer Lieben Frau am See, Obernberg am Brenner, 1934–1935[15]
- Landwirtschaftliche Landeslehranstalt Lienz, 1937[16]